# Expédition 7 (ISS)
Insigne de la mission
Équipage de l'expédition 7
Chronologie
Expédition 6 Expédition 8
Expédition 7 est la 7e mission vers de la Station spatiale internationale.